# 南亞穆斯林的種姓
南亞的穆斯林與其他地方的穆斯林不同，他們受印度文化同化而接受了種姓制度。但程度上較温和。

## 分層
印度的穆斯林可分為兩種：一種是阿失拉甫（祖先是阿拉伯人、突厥人、阿富汗人、莫臥兒部落），一種是本地皈依者。前者認為自己地位較高，這分層中世纪已有，在圖格魯克王朝突厥穆斯林獨攬大權，而不是起源於印度的穆斯林。蘇丹國也不歡迎本土穆斯林。
除了此两大分類外，内部也可細分為多個種姓。本地皈依者多從事不乾淨工作，如清除和搬運糞便，並被禁止入寺和使用公共墓地。南亞也有自己的婚姻圈，偏好與同一種姓结婚。